# LJVM 콜리시엄 안넥스
LJVM 콜리시엄 안넥스(LJVM Coliseum Annex)는 미국 노스캐롤라이나주 윈스턴-세일럼에 위치한 실내 경기장이다. 과거 SPHL 트윈 시티 사이클론즈의 홈경기장으로 사용했으면, 2017년부터 FHL 캐롤라이나 선더버즈의 홈경기장으로 사용할 예정이다.